# Badus
Der Badus oder Six Madun (rätoromanisch Piz Badus) ist ein Berg der Gotthard-Gruppe in der Schweiz. Über seinen Gipfel auf 2928 m ü. M. führt die Kantonsgrenze zwischen Graubünden und Uri. Er gilt als Hausberg der Gemeinde Tujetsch. Aufgrund seiner geografischen Lage ist er trotz seiner mässigen Höhe ein hervorragender Aussichtsberg mit Fernblicken zu mehreren grossen Massiven der Schweizer Alpen.

## Lage
Der Berg liegt auf der Wasserscheide zwischen dem Vorderrhein und der Reuss. Nach Westen fällt der Six Madun über 1000 Meter steil zum Unteralp-Tal mit Unteralpreuss ab. An seinem nordöstlichen Abhang liegt der Tomasee, der als die offizielle Quelle des Rheins gilt. Nord- und Ostflanken werden vom Rein da Tuma entwässert, südlich davon schliesst sich das vom Rein da Maighels durchflossene Val Maighels an.
Nach dem südöstlich vorgelagerten Piz Tagliola (2708 m ü. M.) fällt der Berg zum Lolenpass (Pass Tagliola, 2399 m ü. M.) ab, der südlich vom Schwarzberg (Piz Nair, 2764 m ü. M.) flankiert wird. Im Norden geht der Six Madun in den Älpetligrat über, dessen höchste Erhebung der Piz Tuma (2784 m ü. M.) bildet. An diesen schliessen sich der Rossbodenstock (2836 m ü. M.) und der Pazolastock (Piz Nurschalas, 2739 m ü. M.) an, bevor der Höhenzug zum Oberalppass abfällt.

## Name
Der Bergname Badus ist das substantivierte rätoromanische Adjektiv badus „steil“, „abschüssig“, das vom rätoromanischen Verb badar „achten, beobachten, schief stehen, sich neigen“ abgeleitet ist, welches seinerseits von lateinisch batare „offenstehen“ abstammt.
Six Madun beinhaltet zum einen das Wort six, das im Tujetsch – im Gegensatz zu sex – gar nicht heimisch ist. Allem Anschein nach stammt die Schreibweise von Kartographen, die die Lautung aus dem Wallis übernommen haben, wo mehrere Berge das frankoprovenzalische six für „Fels“ im Namen haben. Sex ist der Plural von sec, was „dürr“ bedeutet und sich auf die „trockenen Abhänge“ bezieht. Madun zum andern ist eine Ableitung vom surselvischen Wort meida „grosser Heuschober“, das seinerseits von lateinisch meta „Säule“ abstammt.

## Erstbesteigung
Die Erstbesteigung erfolgte im August des Jahres 1785 durch die beiden Padres Placidus a Spescha und Fintan Birchler, von denen aber nur Placidus bis zum Gipfel hochstieg. Der Mönch Placidus a Spescha war ein aktiver Alpinist, der viele Erstbesteigungen in der Surselva unternommen hatte.

## Routen
- Von der Badushütte über den Tomasee und den Nordwestgrat zum Gipfel, T4, am Gipfel leichte Blockkletterei (I)
- Vom Oberalppass über Pazolastock, Rossbodenstock und Parlet zum Nordwestgrat und den Badus-Gipfel, L, Stellen I-II, stellenweise weglos
- Von der Maighelshütte über Plauncas, Pt. 2676, Pt. 2807 zum Nordostgrat und dann zum Gipfel, T5, Stellen I, weglos, Hüttenwirt fragen!

## Bilder

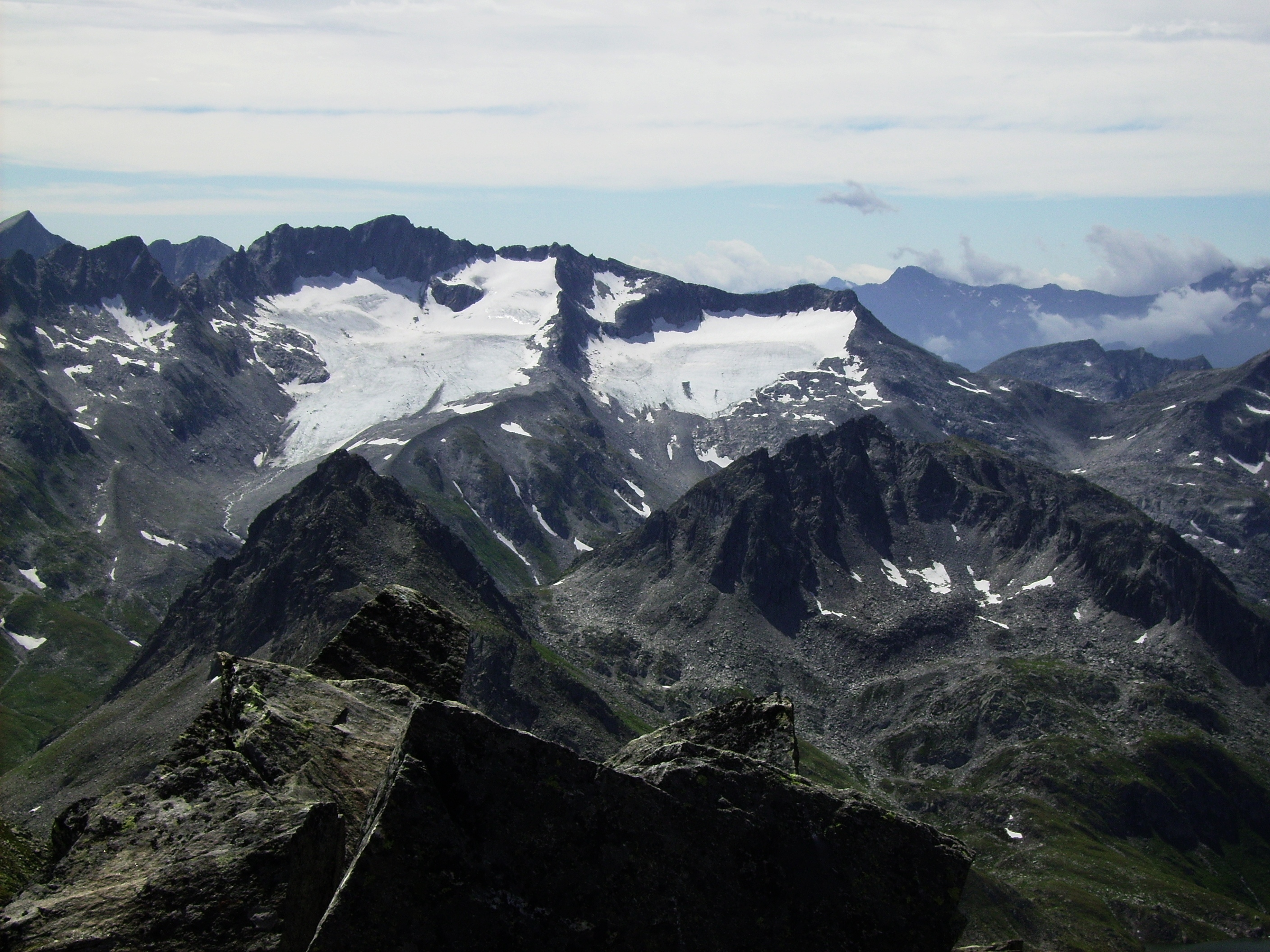
Blick vom Badus in Richtung Piz Borel und Maighelsgletscher
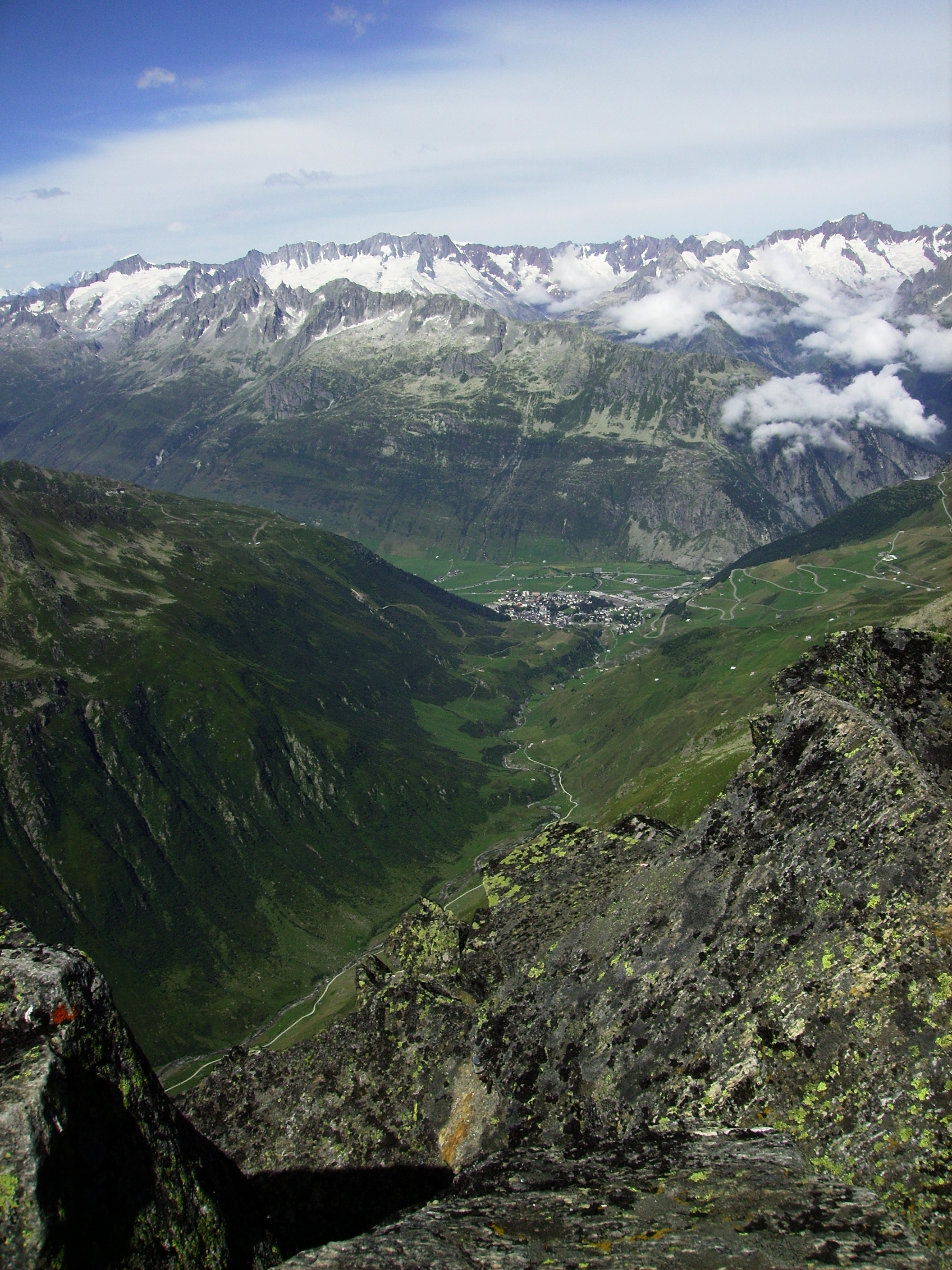
Blick vom Badus in Richtung Unteralptal und Andermatt
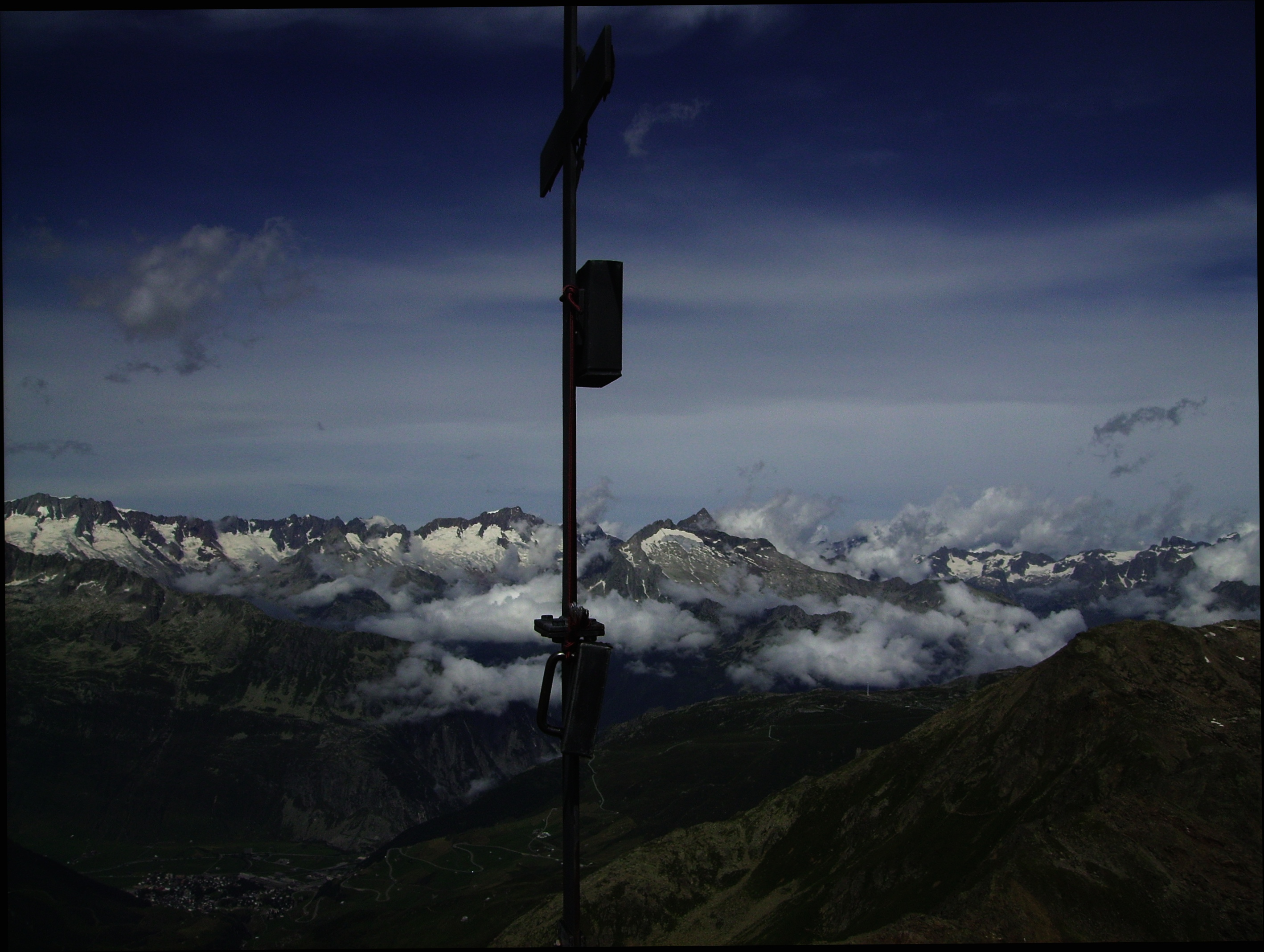
Gipfelkreuz des Badus mit Panorama